# Villa Bruzual
Villa Bruzual – miasto w północno-zachodniej Wenezueli w stanie Portuguesa, siedziba gminy Turén.

## Demografia
Miasto według spisu powszechnego 21 października 2001 roku liczyło 31 124, 30 października 2011 ludność Villa Bruzual wynosiła 35 946.